# Mezőőr (Románia)
Mezőőr (románul Iuriu de Câmpie) falu Romániában, Kolozs megyében.

## Fekvése
Kolozsvártól délkeletre fekvő település.

## Nevének eredete
Neve valószínűleg azt jelöli, hogy katonai jellegű település volt, feltételezhetően a honfoglalás korában.
Karácsonyi János így ír Mezőőrről „A honfoglalás és Erdély” című dolgozatában ami a Katholikus Szemle 1896/III. füzetében jelent meg: „Először a meszesi kapun át haladva, a mai Szolnokdoboka és Kolozs megyék területét egész a Szamos és Maros folyók vízválasztójáig foglalták el s hogy azt biztosítsák, Gyalútól délre kezdődő s Kolozsvár alatt elvonuló, onnan keleti irányban Magyarfrátáig, innen pedig északkeleti, majd egész északi irányban Bethlenig haladó gyepűvel vették körül; azon tul a Naszód vidéki erdők elégséges védelmet ígértek". Ezt a Kolos, Mezőőr, Őrmező helynevekkel igazolja.

## Története
Mezőőr, Őr az egykori határvármegye, határispánság területéhez tartozott, a megye területén található határőrtelepek egyike volt, ahol az ispán a hátország védelmének érdekében mélységében tagolva állított akadályokat, útelzáró pontokat, kapukat valamint őrtelepeket az ellenséges betörés akadályozására. A Szamos-völgy keleti vízválasztóját metsző három főút egykori őrzésére is hasonló akadályokat állítottak, ezek közé tartozott a tordai főúton fekvő Őr (Mezőőr) település is.
Nevét 1320-ban említette először oklevél Eur, in C-u de Cluus alakban (Dl. 1991).
Őr 1320 előtt a Borsa nemzetséghez tartozó Iklódi Chunka (dictus) László és fiai: Beke és Domokos birtoka volt, akiktől Károly Róbert király elkobozta és 1320-ban Elefánti Dezső sebesvári várnagynak adta.
Később, 1392-1393-ban Eur filiorum Beke de Ikloud néven említették, 1448-ban pedig  kenezius in Ewr commorans alakban volt említve.
1519-ben p. Ewr birtokosai az Iklódi ~ Iklódi Bekefi, Dési, Szopori Tót, Szentgyörgyi, Valkai, Tamásfalvi, Kémeri családok voltak.

## Lakosság
Népszámlálások adatai:

## Érdekességek
A falu határában a második világháborúban elesett honvédek sírhantjai találhatóak.
A faluban már csak két régi magyar sírkő található a régi katolikus (később görögkatolikus, ma ortodox) templom mellett.
Az elülső sírkő olvasata:
BITLANI SÁNDORNÉ
....
HAMVAI ITT NYOGODNAK
SZÜLETETT 1775
NOVENBER 26.
MÉG HOLT 1847
SEPTEMBER ELSÖJÉN
A Bitlani családnév jöhet a román "bâtlan" szóból, ami magyarul azt jelenti kis kócsag.

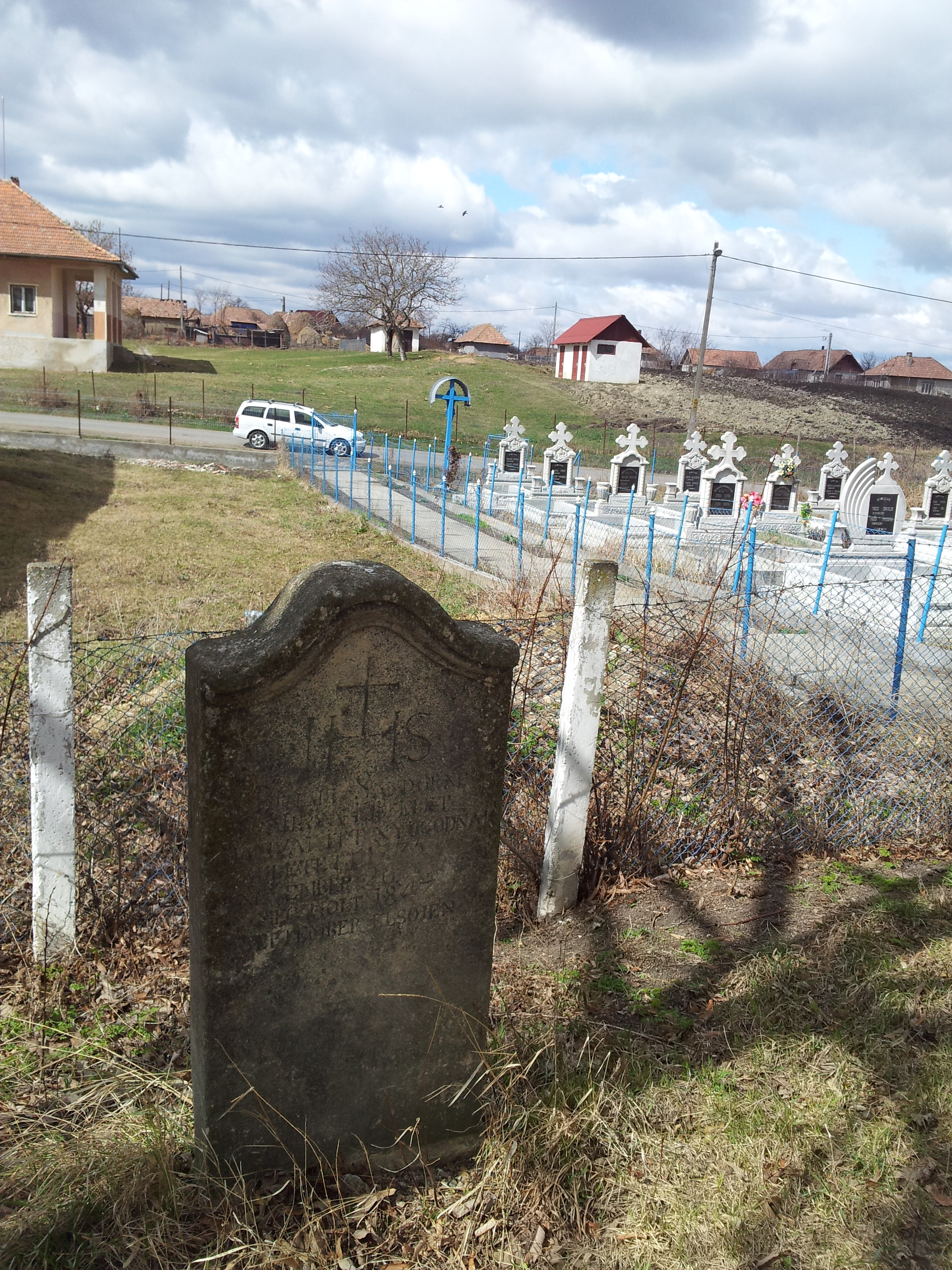
Elülső sírkő
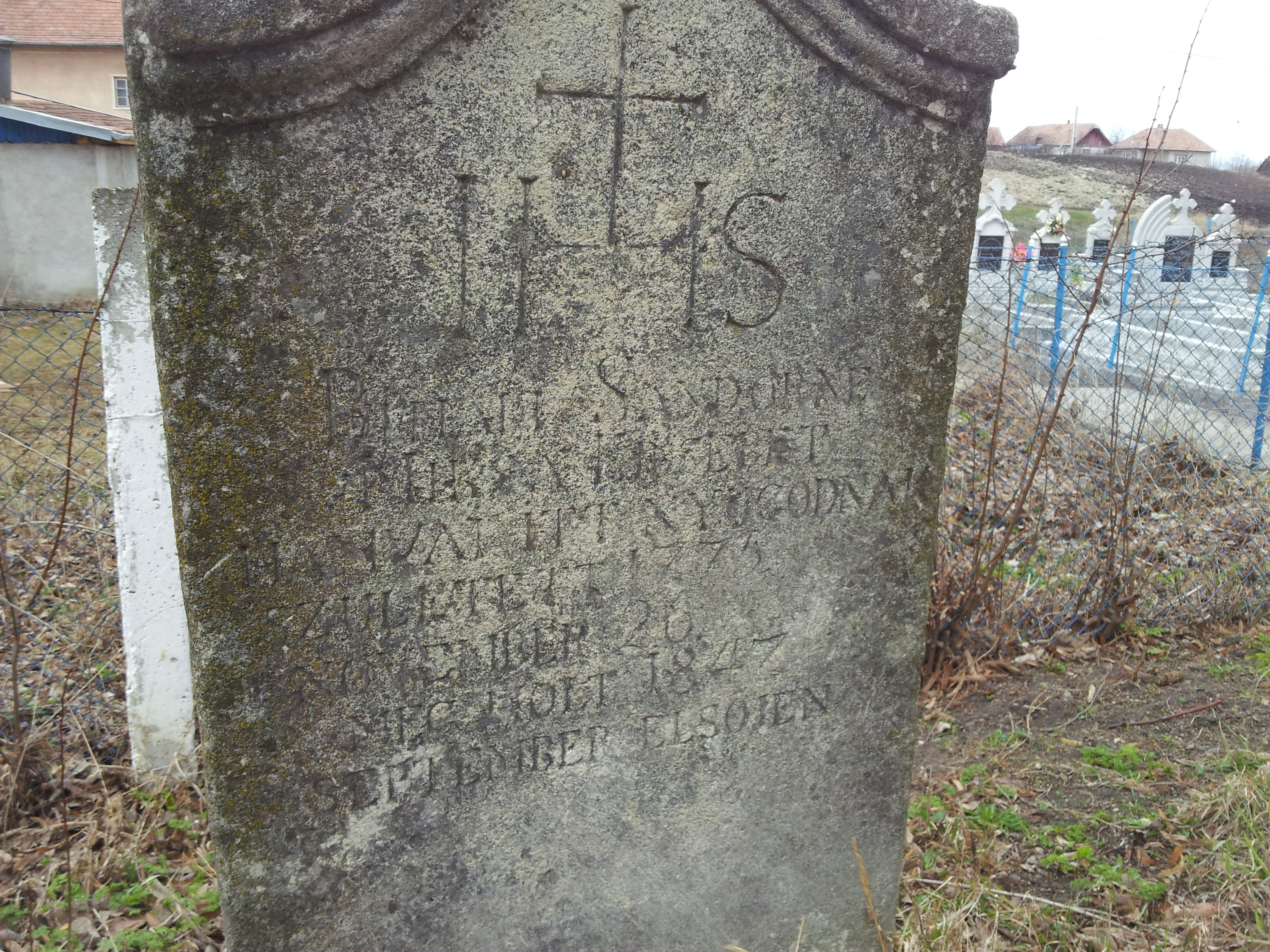
Elülső sírkő közelről
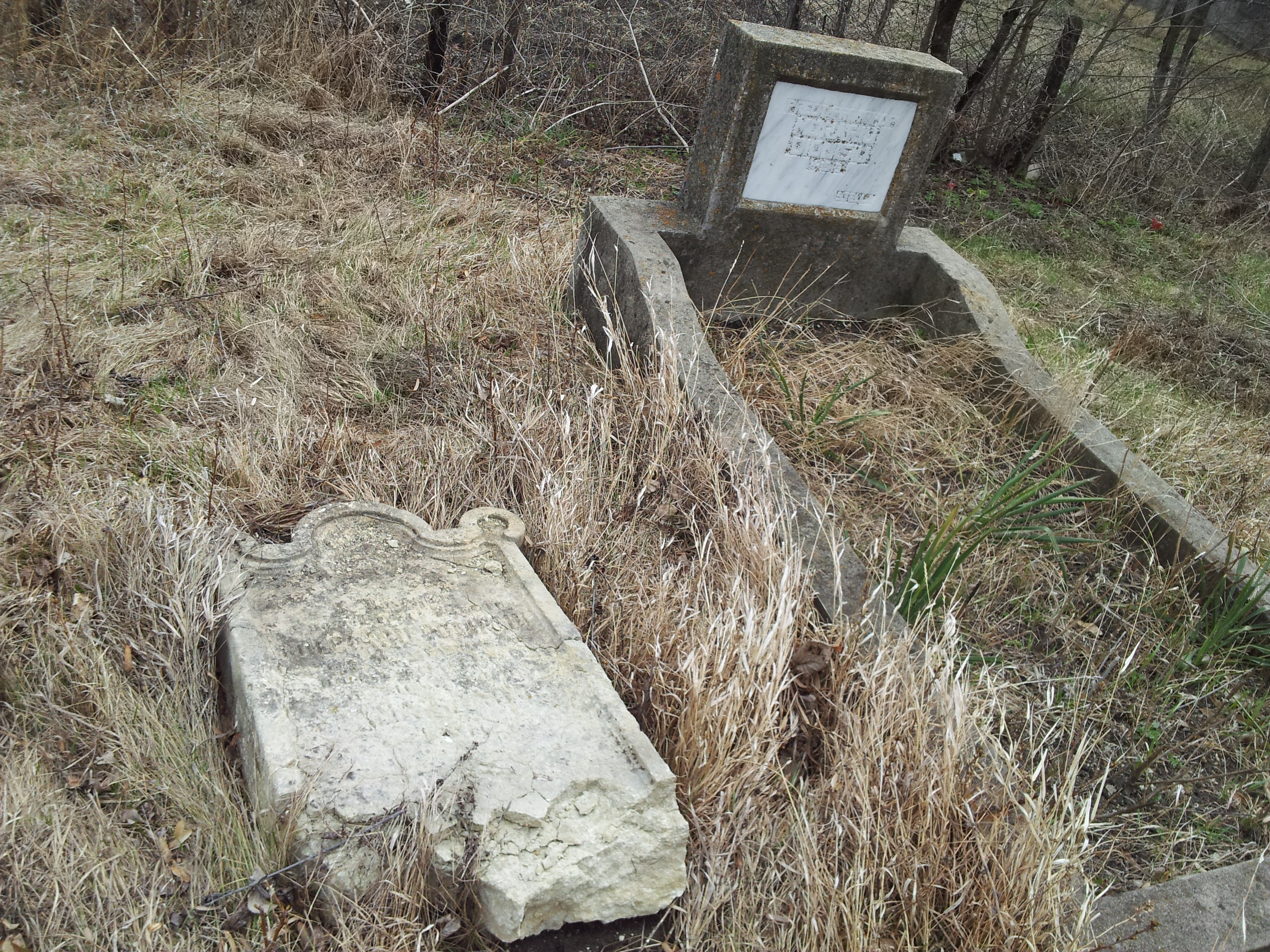
Hátulsó sírkő
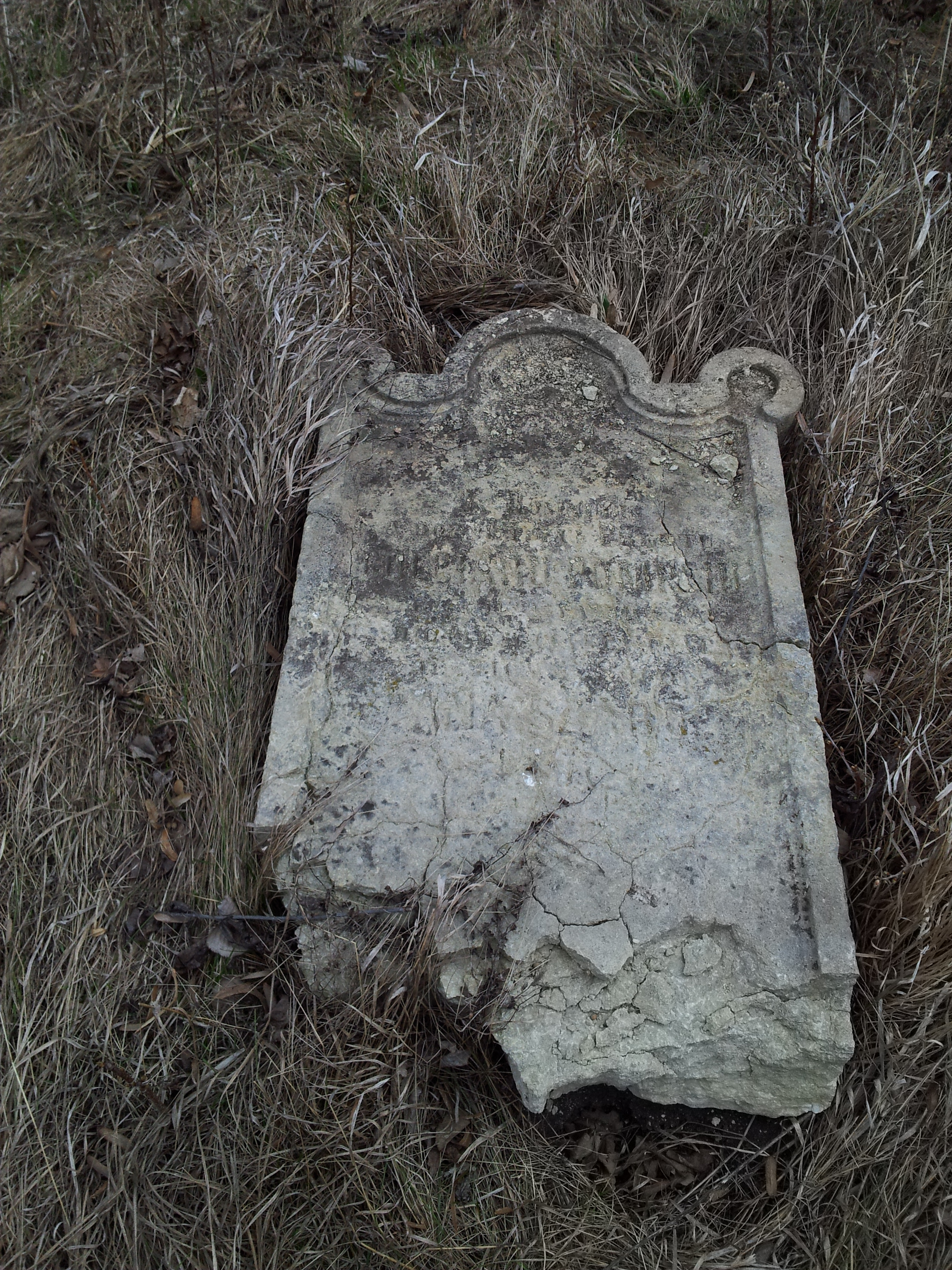
Hátulsó sírkő közelről